# Dos son multitud
Dos son multitud es un doble DVD y un CD producido por Andrés Calamaro y Fito & Fitipaldis en 2008. Está grabado del primer recital en Getafe, basado en una gira de julio de 2007. (Getafe el 7, Benidorm el 14, Santiago de Compostela el 21 y Barcelona el 28).
El escenario montado mide 20 metros de largo y 14 metros de ancho. Posee en sus laterales dos gigantografías (una de cada lado) de los músicos, y tres pantallas gigantes que van pasando el recital en vivo (dos a los lados y una grande de forma rectangular arriba en el fondo del escenario).

## Canciones

### DVD 1
1. A los ojos
2. Viene y va
3. Quiero ser una estrella
4. No se puede vivir del amor
5. El salmón
6. Crucifícame
7. Todo lo demás
8. Lo que no existe más
9. Hacer el tonto
10. Loco - Corte de Huracán
11. Días distintos
12. Las heridas
13. Crímenes perfectos
14. Flaca
15. Canal 69
16. Paloma

### DVD 2
1. Por la boca vive el pez
2. A la luna se le ve el ombligo
3. Donde todo empieza
4. Me equivocaría otra vez
5. Como pollo sin cabeza
6. 214 Sullivan Street
7. Cerca de las vías
8. La casa por el tejado
9. Soldadito marinero
10. Me arde
11. Whisky barato
12. Medalla de cartón
13. Alta suciedad

### CD
1. A los ojos - 4:40
2. Viene y va - 4:37
3. El salmón - 3:50
4. Lo que no existe más - 2:55
5. Crucifícame - 3:05
6. Estadio Azteca - 5:37
7. Por la boca vive el pez - 4:32
8. Me equivocaría otra vez - 7:06
9. Como pollo sin cabeza - 5:16
10. Whisky barato - 3:35
11. Medalla de cartón - 5:20
12. Alta suciedad - 4:25
13. Flaca - 5:15